# Jeff Reine-Adélaïde
Jeff Jason Reine-Adélaïde (ur. 17 stycznia 1998 w Champigny-sur-Marne) – francuski piłkarz występujący na pozycji pomocnika w belgijskim klubie RWDM. W 2015 roku z kadrą do lat 17 sięgnął po młodzieżowe Mistrzostwo Europy.

## Sukcesy
- Mistrzostwo Europy do lat 17: 2015